# Jef Deumens
Marie Joseph ("Jef") Deumens (Eisden, 16 maart 1890 - Antwerpen, 1 juli 1973) was een Vlaams-nationalistisch politicus voor de lokale lijst Douchar, vervolgens de KVV en ten slotte het VNV. Na de Tweede Wereldoorlog werd hij veroordeeld wegens collaboratie.

## Levensloop

### Afkomst en studies
Deumens was een van de vijf zonen van Pieter Jan Deumens, een onderluitenant bij de douane. Hij studeerde af als onderwijzer. Tijdens de Eerste Wereldoorlog meldde hij zich samen zijn vier broers in 1915 als oorlogsvrijwilliger en werd hij lid van de Frontbeweging. Na de oorlog was Deumens enkele jaren leraar in Neerpelt. In 1920 huwde hij met de Overpeltse Lucia Missotten.

### Deumens als secretaris
Na de verkiezing van priester Pieter-Jan Broekx tot provinciaal senator in 1921 werd Deumens een van diens medewerkers. Hij werd gewestelijk secretaris van het Algemeen Christelijk Werknemersverbond (ACW) in Neerpelt en was provinciaal afgevaardigde in de nationale ACW-raad. In 1929 verliet hij Broekx en het ACW en werd hij tot in 1932 secretaris van minister van Openbare Werken Jules Van Caenegem. Ook was hij actief in de christelijke Maatschappelijke en Godsdienstige Werken in Limburg, waarvan hij in 1923 het Gewestelijk Secretariaat van Neerpelt leidde. Ook trad hij in 1923 op als propagandist voor het Sekretariaat voor Goede Drukpers in Eisden.

### Deumens als politicus
In 1932 stapte Deumens in de Hasseltse gemeentepolitiek. Hij stelde zich bij de gemeenteraadsverkiezingen kandidaat op de door priester-senator Broekx gesteunde Vlaams-democratische lijst-Douchar die het moest opnemen tegen de conservatieve lijst van burgemeester Ferdinand Portmans. Deumens werd verkozen in de gemeenteraad en belandde in de oppositie. Bij de parlementsverkiezingen die er onmiddellijk op volgden was Deumens de kandidaat van de werknemers voor een plaats op de lijst van de Katholieke Partij maar hij werd niet weerhouden. Deumens beschuldigde Broekx, waarmee de relatie intussen verzuurd was, ervan om in deze beslissing een aandeel te hebben en stapte onmiddellijk over naar de Katholieke Vlaamse Volkspartij (KVV), waarvan hij de politiek secretaris werd.
Wanneer in 1936 bij de parlementsverkiezingen de KVV samen met het Vlaams Nationaal Verbond (VNV) een gemeenschappelijke kieslijst met als naam Vlaams Nationaal Blok indienden, stelde Deumens zich kandidaat voor een zitje in de Kamer van volksvertegenwoordigers. Samen met Gérard Romsée werd hij verkozen tot volksvertegenwoordiger voor het arrondissement Tongeren-Maaseik. Na het overlijden van senator Simon Lindekens in 1937 verhuisde Deumens van de Kamer naar de Senaat.
Bij de Hasseltse gemeenteraadsverkiezingen van 1938 was Deumens kandidaat op de lijst van het VNV (waarin de KVV ondertussen volledig opgenomen was) en werd herkozen. Het jaar nadien werd hij ook als senator herkozen, wat hij bleef tot in 1946.

### Deumens als oorlogsburgemeester
Bij het uitbreken van de Tweede Wereldoorlog op 10 mei 1940 vluchtte het Hasseltse stadsbestuur waaronder eveneens burgemeester Jozef Bollen. De drie VNV-gemeenteraadsleden bleven wel in de stad en vormden al in de daaropvolgende nacht een nieuw bestuurscollege. Toen de Duitsers de stad binnentrokken, wierp Deumens zich op als leider van het stadsbestuur en hij kreeg van de bezetters de toelating om de stad te besturen.
Toen burgemeester Bollen en zijn bestuur een maand later terugkeerden, kregen zij het verbod om het bestuur terug op te nemen. Bollen kreeg van de Belgische overheid een schorsing van drie maanden wegens het voortijdig verlaten van zijn burgemeesterspost waarop Deumens zichzelf uitriep tot waarnemend burgemeester van de stad. In april 1941 werd hij door gouverneur Romsée aangesteld tot oorlogsburgemeester.
Als burgemeester werd Deumens geconfronteerd met de Ramp van Godsheide die plaatsvond op 14 februari 1941. Een overvolle overzetvlot op het Albertkanaal in Godsheide sloeg om waarbij 37 personen, waaronder 35 schoolkinderen, verdronken. De stadsarbeider die het vlot bediende werd schuldig bevonden en kreeg een gevangenisstraf. Deumens werd als burgemeester en verantwoordelijke voor de arbeider niet vervolgd.

### Na de oorlog
Bij de bevrijding van de stad vluchtte Deumens met zijn gezin naar het Duitse Beieren. Op 25 mei 1946 werd hij veroordeeld tot levenslang en werd hij uit zijn burgerrechten ontzet. Na zijn vrijlating vestigde hij zich in Antwerpen waar hij een anoniem leven leidde. Hij stierf er op 83-jarige leeftijd.